# 613419 Lafayettequartet
613419 Lafayettequartet este o planetă minoră (asteroid) din centura de asteroizi. A fost descoperită pe 1 mai 2006 la Mauna Kea Observatories⁠(d) de Paul A. Wiegert⁠(d). 
Obiectul prezintă o orbită caracterizată de o semiaxă mare de 2,3081975374849 UAi, o excentricitate de 0,23794443420837, o înclinație de 1,5683021256842 ° în raport cu ecliptica.